# Autographa bartholomaeii
Autographa bartholomaeii là một loài bướm đêm trong họ Noctuidae.